# Prohierodula laticollis
Prohierodula laticollis är en bönsyrseart som beskrevs av Karsch 1892. Prohierodula laticollis ingår i släktet Prohierodula och familjen Mantidae. Inga underarter finns listade i Catalogue of Life.